# Паралімпійський чемпіонат світу з кульової стрільби
Паралімпійський чемпіонат світу з кульової стрільби, раніше називався Чемпіонат світу зі стрільби (IPC), — це чемпіонати світу з стрільби, де змагаються спортсмени з інвалідністю. Їх організовує Міжнародний паралімпійський комітет (IPC).
У Чемпіонатах беруть участь як чоловіки так і жінки у двох класифікаціях:
- SH1 — спортсмени, здатні підтримувати зброю без додаткової опори
- SH2 — спортсмени, що використовують спеціальну орпору для зброї.

Дисципліни стрільби класифікації SH1 включають пістолети та гвинтівки, тоді як дисципліни SH2 — лише гвинтівки.
IPC, який виступає міжнародним керівним органом зі стрільб за участю спортсменів з інвалідністю, 30 листопада 2016 року змінив назву чемпіонату на «англ. World Para». У той же час він прийняв брендинг «World Para» для комітетів, які керують всіма видами спорту для людей з інвалідностю, для яких він виступає міжнародною федерацією, включаючи стрільбу.

## Історія
| Номер | Edition | Місце провдення         | Дата провдення | Перше місце    |
| ----- | ------- | ----------------------- | -------------- | -------------- |
| 1     | 1994    | Лінц, Австрія           |                | Німеччина      |
| 2     | 2002    | Сеул, Південна Корея    |                | КНР            |
| 3     | 2006    | Зарганс, Швейцарія      |                |                |
| 4     | 2010    | Загреб, Хорватія        | 16–23 липня    |                |
| 5     | 2014    | Зуль, Німеччина         | 18–26 липня    | Південна Корея |
| 6     | 2018    | Чхонджу, Південна Корея | 1–12 травня    | Південна Корея |
| 7     | 2019    | Сідней, Австрілія       | 12–18 жовтня   | Україна        |